# Sint-Jorisgilde (Gent)

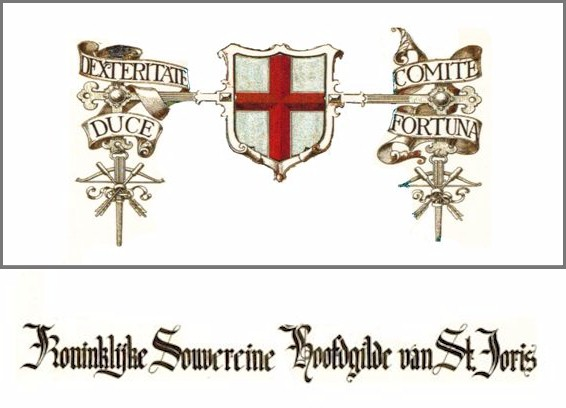
Embleem van het Sint-Jorisgilde te Gent

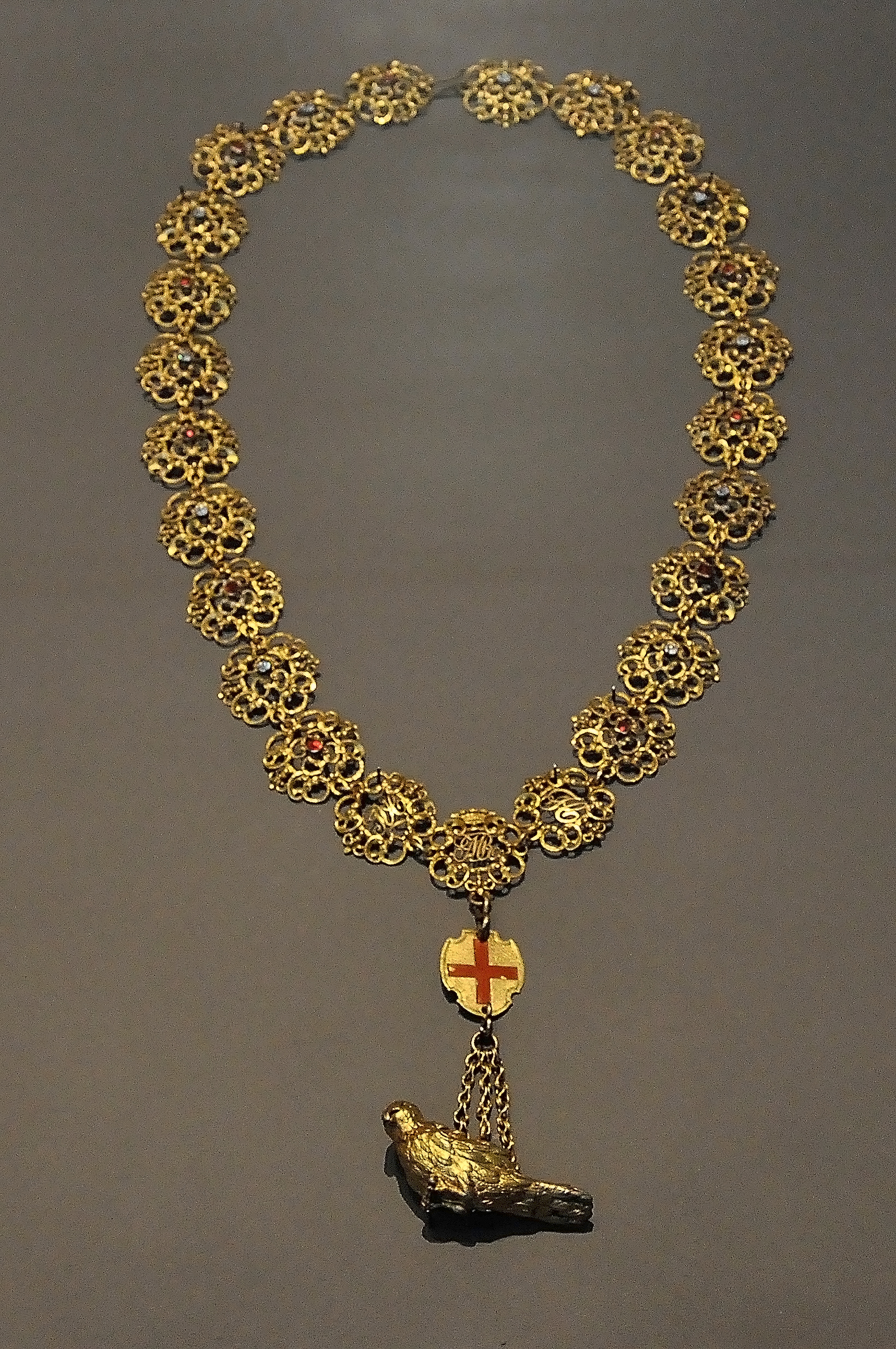
De gildebreuk van het Sint-Jorisgilde van Gent

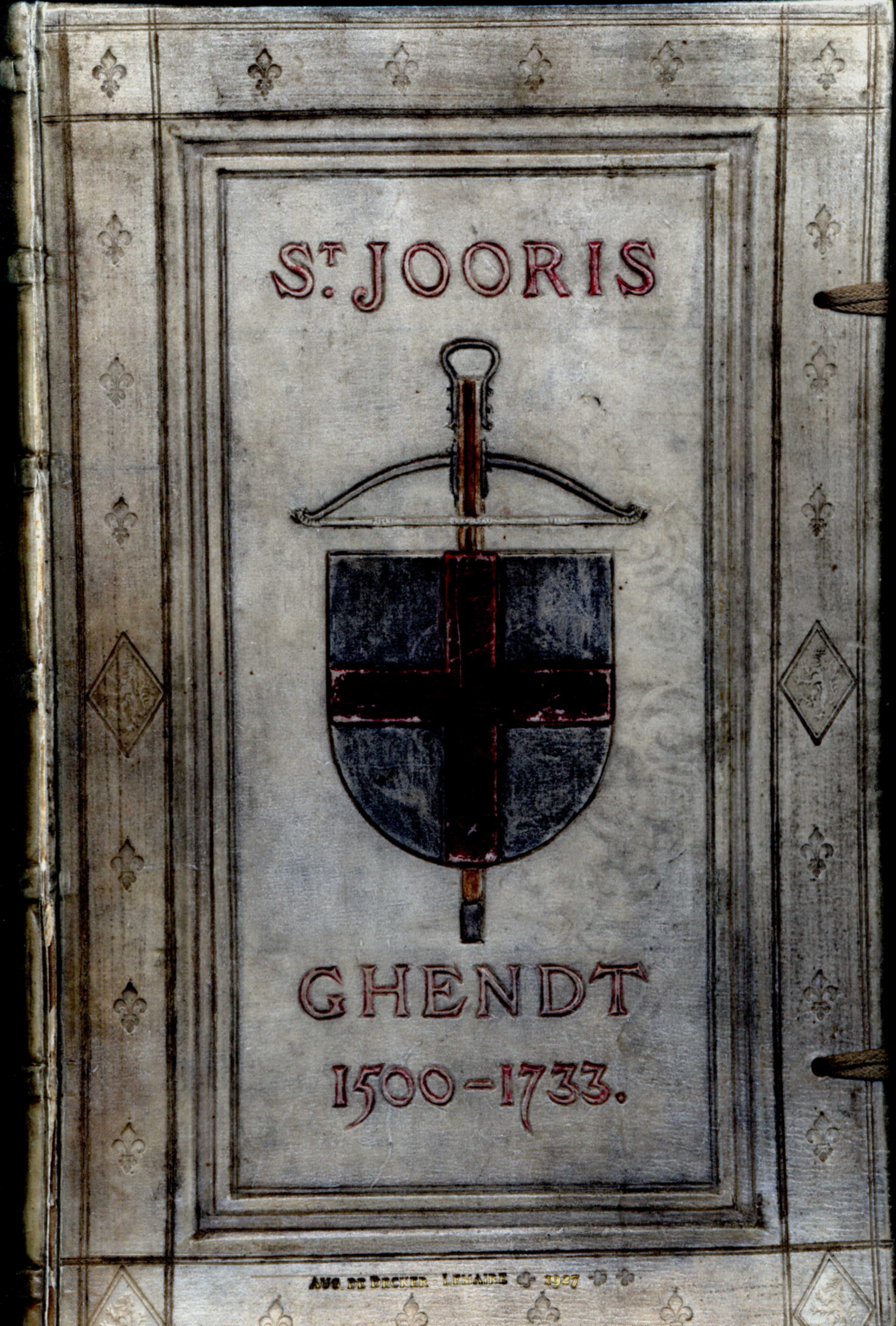
Boek van Jacques Ghijs, voormalige proost van het Gentse Sint-Jorisgilde

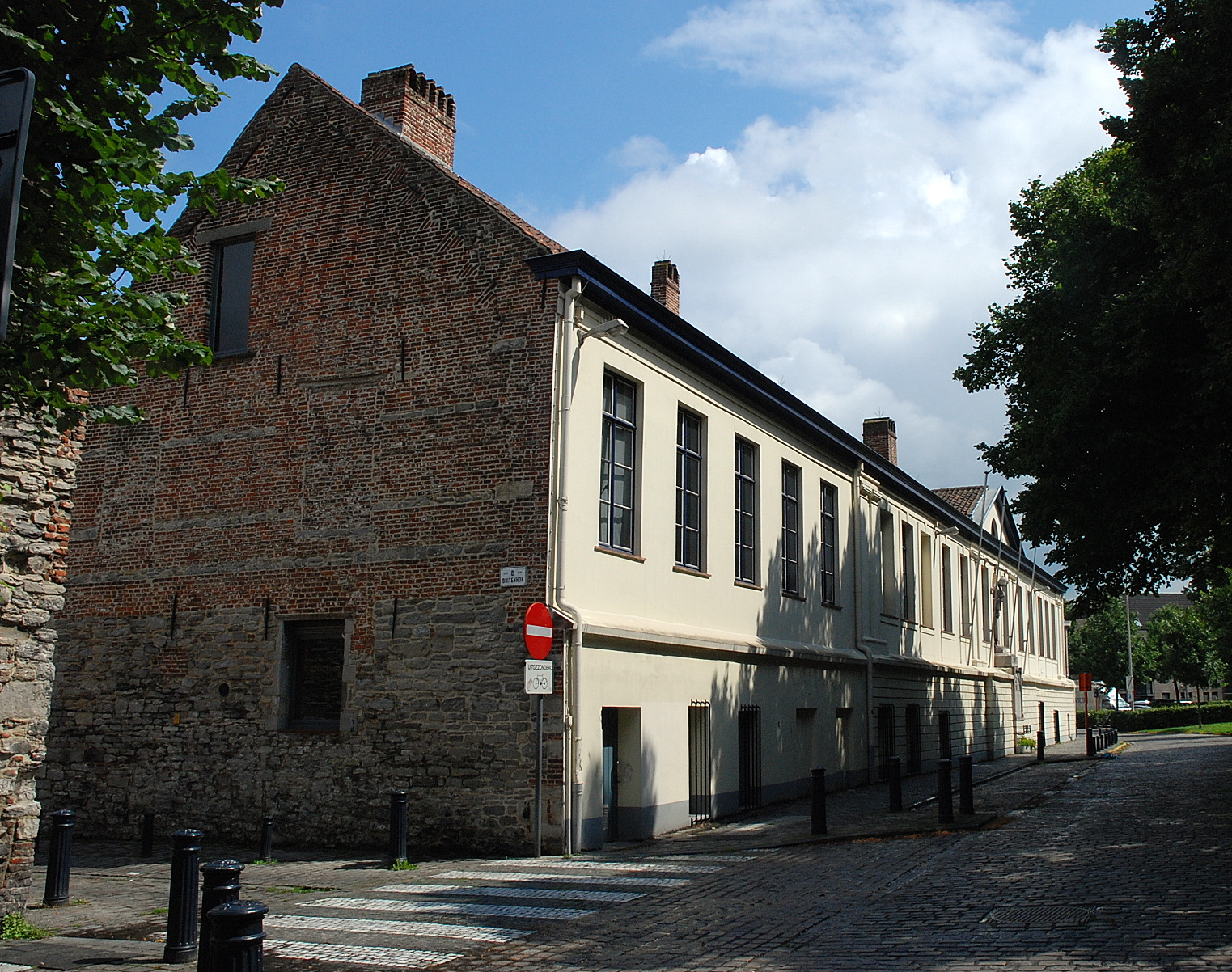
Het Spaans gouvernementshuis, de thuisbasis van het Sint-Jorisgilde

Het Sint-Jorisgilde van Gent was tot vóór de Franse Revolutie het eerste en voornaamste van de vier hoofdgilden die borg stonden voor de veiligheid van de stad. Het kruisboogschuttersgilde (voetboogschutters) van Sint-Joris werd als eerste reeds vermeld in 1314 in de Gentse stadsarchieven en was het voornaamste door de doeltreffendheid van het wapen dat zij gebruikten, de kruisboog.
De drie andere hoofdgilden dateren van later:
- Sint-Sebastiaansgilde, de handboogschutters, van 1322
- Sint-Antoniusgilde, de kolveniers, van 1498
- Sint-Michielsgilde, schermers, van 1613

## Geschiedenis
Het glorietijdperk van het gilde strekt zich uit over de 14de, de 15de en het begin van de 16e eeuw. In 1369 laat de koning van Frankrijk zich inschrijven als lid ter gelegenheid van het huwelijk van zijn broer Filips de Stoute, hertog van Bourgondië met Margaretha van Male, dochter van de graaf van Vlaanderen.
Het gilde nam deel aan talrijke feestelijke schietspelen waaronder één der prachtigste feestelijkheden ooit door het gilde zelf ingericht, het Landjuweel van 1440. Er namen 58 gilden aan deel met 580 schutters en 8.000 gildegezellen. 50.000 nieuwsgierigen en kijklustigen van het graafschap Vlaanderen en omstreken hebben dit Landjuweel meegemaakt.
In de 15de eeuw hadden de Sint-Jorisleden, het nu nog bestaande Sint-Jorishof, recht tegenover het stadhuis van Gent, als lokaal. Boven de trapgevel is het wapenschild van Sint-Joris nog te zien en bij het betreden van het restaurant toentertijd, was een grote collectie borden tentoongesteld van het Sint-Jorisgilde en andere gilden. In die periode liet Karel de Stoute, Hertog van Bourgondië, zich inschrijven als lid van het gilde.
Vanaf het begin van de 15e eeuw doen de vuurwapens hun intrede en de vermaardheid van de kruisboog kwijnt stilletjes weg. Doch, de roemrijke banier van het hoofdgilde van Sint-Joris Gent, wappert echter nog steeds als eerste bij blijde inkomsten, vieringen van zegepralen enz.

## Periodes van ups en downs
1369 - De koning van Frankrijk, Karel V de Wijze, laat zich als lid van het gilde aanwerven ter gelegenheid van het huwelijk te Gent van Margaretha, dochter van de Graaf van Vlaanderen met zijn broer Filips, de Hertog van Bourgondië.
1453 - Bij de Gentse Opstand tegen de Bourgondiërs, sneuvelen talrijke gildebroeders in de vlakte van Gavere op een plaats in Semmerzake, nu nog genoemd "de Rode Zee".
1515 - De toekomstige keizer Karel V woonde op 15 april het banket van het Sint-Jorisgilde bij, liet zich inschrijven als gildebroeder en ondertekende een doodsschuld van 700 gulden.
1576 – De calvinisten verwoestten o.a. het hospitaal, door het gilde onderhouden, waardoor zij verplicht was talrijke zilveren juwelen van Mijnen Heere Sint-Joris te verkopen om de aangerichte schade te kunnen herstellen.
1606 – Albrecht en Isabella verleenden aan de koning van het Sint-Jorisgilde de toelating om bij openbare gelegenheden de ordetekens van het Orde van het Gulden Vlies te dragen, wat een grote eer betekende. Albrecht en Isabella waren trouwens ook lid van het gilde en op 5 augustus 1618 nam Isabella deel aan het Papegaaischieten, een groot schietspel op de Kouter, waar zij de Papegaai schoot. In het gildemuseum hangt een reproductie van dit evenement.
1703 – Op 3 april bekomt Gent het afschaffingsdecreet van de Koning van Spanje waarbij de 4 hoofdgilden zouden afgeschaft worden, feit waarbij de gilden zich niet neerlegden en na verzet met man en macht en petitie na petitie werd in 1727 het Sint-Jorisgilde in al haar rechten hersteld.
1753 - Opnieuw werden talrijke feestelijkheden en schietspelen ingericht en het schitterendste had plaats op 10 september 1753 toen Karel van Lotharingen zich liet inschrijven als gildebroeder en deelnam aan de Papegaaischieting op de Kouter en net als Isabella 135 jaar ervoor erin slaagde de papegaai neer te halen. Ook hiervan heeft het gildemuseum een kopie van het schilderij waarvan het origineel te zien is in het STAM.
1796 – Het land werd overrompeld door de Franse republikeinse troepen en voor de tweede maal werd het Sint-Jorisgilde, zoals de andere gilden, ontbonden. Haar eigendommen werden als nationaal bezit verkocht, waaronder ook het Sint-Jorishof.
1804 – Onder Napoleon Bonaparte bekwamen de gilden opnieuw het recht tot verenigen en de banier van het Sint-Jorisgilde wapperde weer op een ereplaats maar het geduchte gilde was een vereniging geworden van achtbare burgers, met talrijke behendige schutters, doch zonder politieke invloed meer, vereniging zoals ze heden ten dage nog is.
1815 – In dat jaar was het gilde gehuisvest in “De Korenbloem” te Ekkergem waar schietoefeningen werden gehouden in een nabijgelegen hof. Door de verkaveling van het park moest het gilde een ander lokaal zoeken en dit was het begin van vele verhuizingen en het gilde begon langzamerhand uit te sterven.
1887 – Het gilde had praktisch alle activiteit verloren en talrijke schatten werden toen verkocht of gingen verloren of werden aan de stad Gent geschonken. Deze kunstvoorwerpen zijn te bezichtigen in de Zaal der Gilden in het STAM. Het gilde sluimerde in.
1904 – Een tiental jonge kunstenaars uit het Sint-Lucasinstituut, onder impuls van kunstschilder Frans Coppejans en zijn twee broers Karel, die kunstsmid was en Hendrik, glasschilder, herstichtten het gilde. Zij vestigden zich in een zaal van het Pand in het Patershol. Met hardnekkigheid en grote toewijding verzamelden zij wapens, documenten, voorwerpen en geschriften die verband hadden met het gilde.
1912 – Bij officiële akte, bekrachtigd door de drie enige toen nog levende Confreers van 1887, werd het lot en de toekomst van het gilde aan de nieuwe ploeg toevertrouwd onder de leiding van Frans Coppejans. Dit betekende de heropstanding van het gilde. Door het terugvinden van deze 3 Confreers werd de stille periode van 1887 tot 1904 overbrugd, zodat we kunnen stellen dat het Sint-Jorisgilde ononderbroken heeft voortbestaan.
1913 - De Wereldtentoonstelling 1913: Deze tentoonstelling vond plaats vanaf de Heuvelpoort tot aan de Sterre, langs de Parklaan, Krijgslaan, Fortlaan, Groot Park en het bekende Miljoenenkwartier. Op het domein van de tentoonstelling werd de medewerking gevraagd van het Gentse Sint-Jorisgilde. Op de Kortrijksesteenweg werd een wijk opgericht "Oud Vlaanderen", met gebouwen uit Veurne, Zeeuws-Vlaanderen, Brugge en Gent die een stad vormden. De ontwerpen werden gemaakt door Valentin Vaerwyck, architect die in 1913 ook de plannen tekende voor de restauratie van de toren van het Belfort. De vlaggen aan de gebouwen werden ontworpen door René De Cramer, die voor elk gebouw een speciaal exemplaar tekende. Na de wereldtentoonstelling werd dit tijdelijke stadje afgebroken.
1947 – Koning Aimé Lamon schiet zich voor de derde opeenvolgende keer Koning. Hij wordt de eerste Keizer van het Sint-Jorisgilde Gent. Tot op heden is geen enkele schutter erin geslaagd drie opeenvolgende jaren het koningsringske te schieten en de tweede Keizer te worden na Keizer Aimé Lamon.
1979 – Het gilde moet het pand dat zij betrok sinds 1904 binnen het jaar verlaten. Er werd een overgangslokaal gevonden maar het is maar 3 keer gebruikt en een schietstand is er nooit gekomen.
1987 – Sinds dit jaar betrekt het Sint-Jorisgilde het huidig lokaal, Buitenhof 35, dankzij de stad Gent. De desiderata werden uitgewerkt en gerealiseerd.
1998 – Dit is de 500ste verjaardag van één der grootste Landjuwelen die Gent in haar lange en rijke geschiedenis heeft gekend. In 1498 richtte het machtige Sint-Jorisgilde een in de Lage Landen wijd vermaard en druk bijgewoond kruisboogtornooi in. In juni 1998 werd dit herdacht met een Groot Schietspel op het Sint-Pietersplein daar de Kouter niet beschikbaar was wegens het aanleggen van de ondergrondse parking.
Het schietspel werd voorafgegaan door een historische optocht door het centrum van Gent. Daarna had men een groots opgezet schietspel en daarnaast een waarheidsgetrouwe reconstructie van een middeleeuws dorp.
2004 – Vrijdag 19 maart 2004: naar aanleiding van de viering van 100 jaar heropbloei werd het gilde in het stadhuis van Gent ontvangen en werd graaf Dr. Jacques Rogge, voorzitter van het IOC, aangesteld tot Ere-Confreer.
2014 – Viering van 700 jaar Sint-Jorisgilde Gent. Op 27 april 2014 Patroonsfeest met ontvangst en banket op het stadhuis van Gent. Op 18 oktober viering in de Sint-Machariuskerk met voorstelling van het gedenkboek 700 jaar Gentse Sint-Jorisgilde.

## Charter van 11 april 1496

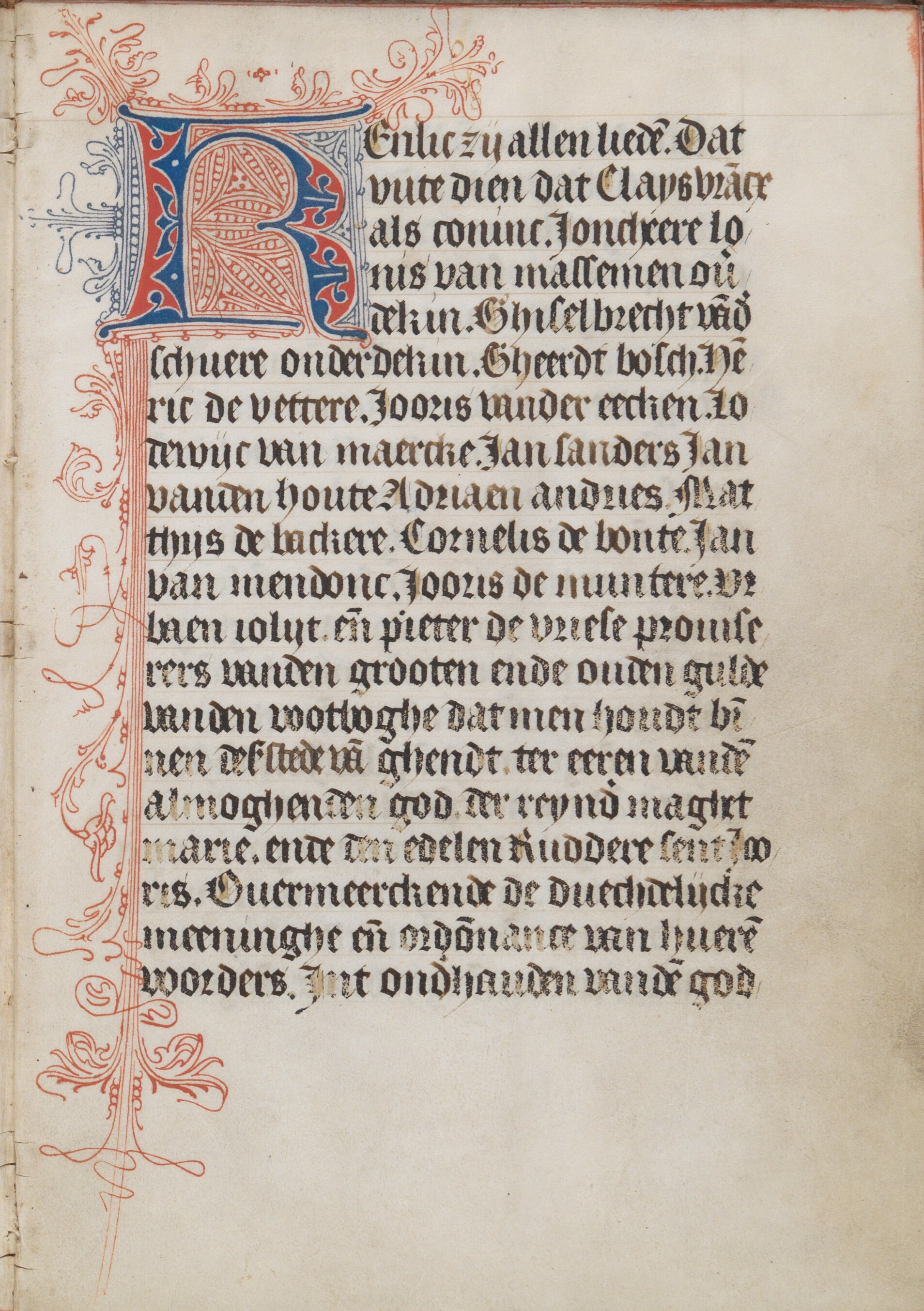
Fragment uit het Charter van 11 april 1496.

De Sint-Jorisgilde was een ondernemende gemeenschap en al gauw gingen zij lokalen en andere gebouwen gebruiken. Zo werden zij daardoor heel invloedrijk in de buurt van Vijf Windgaten, een buurt in Gent waar nu de Vijfwindgatenstraat zich bevindt. Zij richtten daar een tehuis en een kapel op. De informatie van de vergaring van de grond en de regels omtrent het gebruik van het gebouw staan beschreven in het Charter van 11 april 1496, over de kapel en het godshuis der Gilde van Sint-Joris.
Het charter betreft de vestiging van het godshuis van de Sint-Jorisgilde bij Vijfwindgaten te Gent. Het charter is opgesteld om op een gebalde wijze - een twintigtal pagina's - een aantal principes te codificeren omtrent de oprichting van het tehuis en de kapel. Op die manier werd het charter gebruikt als referentietekst waarop wetten en handelingen gestoeld werden. Ook algemene gedragslijnen werden erop afgestemd of eraan getoetst.

## Hoofddagen
Het gilde telt jaarlijks 2 hoofddagen:
- Het patroonsfeest

Sint-Joris wordt gevierd in 10.000 gemeenten in West-Europa, van Noorwegen tot Noord-Afrika, van Engeland (de Orde van de Kousenband) tot Rusland (Catharina de Grote). Sommige steden zoal Genua en Constantinopel hebben hun haven aan Sint-Joris gewijd. Gent heeft een Sint-Joriskaai en Sint-Jorisbrug, beter gekend bij de Gentenaars als “de Kemelbrug”. Het Sint-Jorisgilde is nu eigenlijk gehuisvest in haar wijk, want naast de Sint-Baafsabdij hadden we hier vroeger ook de Sint-Jorismeersen. Het Gentse Sint-Jorisgilde viert haar patroonheilige op de zondag vóór of na 23 april met als programma: een plechtige mis, gevolgd door de Algemene Vergadering in de Zaal der Gilden in het STAM en een feestmaal dat eindigt wanneer het laatste lid het gilde verlaat.
- De Koningsschieting

Vroeger had de Koningsschieting steeds plaats op Sacramentszondag. Er wordt geschoten op een speciaal blazoen, naar het Koningsringske van 8 mm. De schieting begint om 16 u. Als eerste schiet de Koning, gevolgd door de Euverdeken en daarna de gildebroeders in volgorde van binnenkomen. Iedere schutter mag 1 schot geven. Wanneer het ringske op de pijl zit is deze schutter Koning, zolang er niemand anders in diezelfde reeks het ringske schiet. Is er in de serie geen ringske geschoten, wordt een nieuwe reeks begonnen tot zolang een Koningsschot gevallen is. Zijn er in een serie 2 of meerdere ringskes geschoten, dan volgt om 19 u. het kampschot, dat dan de nieuwe Koning moet aanduiden. De laatste serie gaat in om 19 u. Indien dan geen Koningsschot valt, schiet men verder op maandagavond, met de schutters die ingeschreven waren op zondag.
Spreuk van het gilde: Dexteritate duce, comite fortuna of vrij vertaald: Behendigheid is een must, geholpen door het geluk.

## Samenstelling van het gilde
Het gilde bestaat uit ongeveer 110 leden, zonder de Ereleden. Daaruit worden de Confreers gekozen, die de kern van het gilde vormen. Uit die Confreers worden de 11 leden van de Eed gekozen, zijnde de Euverdeken, de Deken, de Griffier, de Penningmeester, de Proviseerder, de Conservator, de 3 doelmeesters, de 2 hofmeesters.

## Het wapenschild van Sint-Joris
Het wapenschild bestaat uit een veld van zilver met een kruis in rood. Veld van zilver: zilver staat voor de vrouwelijke planeet maan, en is het symbool voor helderheid, wijsheid en maagdelijkheid en is het vrouwelijke element van het wapenschild. Kruis van keel: keel of rood staat voor de mannelijke planeet Mars en is het symbool voor vuur en bloed en de wil om het vaderland te verdedigen. Het is het mannelijke element van het wapenschild. Het mannelijke en vrouwelijk element zijn een teken van vruchtbaarheid. Sint-Joris is o.a. patroon van de vruchtbaarheid. In vroegere tijden hingen ongehuwde vrouwen op de vooravond van het Sint-Jorisfeest de onderrok aan de tak van een boom, in de hoop later een vruchtbaar huwelijk te hebben.

## De legende van Sint-Joris
Sint Joris is afkomstig van Cappadocië in Turkije, geboortedatum onbekend, maar overleed op 23 april 304, door onthoofding. Volgens één der legenden, want er zijn er meerdere, was er in de omgeving van Silena een vreselijke draak, die giftige walmen uitbraakte. Teneinde het monster te bedaren, moesten dagelijks twee schapen geofferd worden. Maar toen de kudde bijna volledig geofferd was, werd dagelijks één schaap en één menselijk offer gebracht, aangeduid bij loting. Op een dag werd de dochter van de koning geloot en de koning was bereid de helft van zijn koninkrijk te offeren om zijn dochter te redden. Maar hij werd bedreigd met brandstichting indien hij zijn eigen wetten zou trachten te omzeilen. Het meisje verlaat wenend het kasteel op weg naar het monster en ontmoet toevallig een edele jonge ridder te paard, die naar de oorzaak van haar verdriet vraagt. Op de hoogte van haar moeilijkheden wapent Joris zich met het teken van het kruis, gaat de draak tegemoet en verwondt het monster ernstig met zijn zwaard. Hij vraagt het meisje haar sjaal rond de nek van het monster te binden en leidt de draak gedwee naar de stad. Daar geeft Joris de draak de genadeslag en wordt hij op een ossenwagen de stad uitgereden. De koning schenkt uit dankbaarheid de hand van zijn dochter aan Joris. Joris glimlacht, bedankt de koning, groet iedereen en verlaat alleen de stad.

## De heropstanding van het Sint-Jorisgilde
1887. De overlevenden van het toenmalige Sint-Jorisgilde zagen het niet meer zitten en besloten de bezittingen en archiefstukken over te maken aan de stad of te verkopen aan privaat personen en sommige stukken kwamen zelfs terecht in Het Louvre te Parijs. De opbrengst van deze liquidatie werd voor het grootste gedeelte uitgedeeld en met de rest werd een souper gehouden op de vooravond van het patroonsfeest op 22 april 1887. Dit vond plaats in het Posthotel, op de Kouter, toen eigendom van de schutters van Sint-Sebastiaan en het menu kostte 12 goudfranken. De laatste gildebroeders vertrokken bij het eerste ochtendgloren van 23 april. Toen begon reeds een nieuwe toekomst voor het gilde te kiemen.
1901. Jules Claeys, Alfred De Vos en Alfons Carels, dit zijn de namen van de Confreers die nog in leven zijn. Zij hebben de twintigste eeuw gehaald, veertien jaar na de ontbinding van het ‘oude’ Sint-Jorisgilde.
1904. Frans Coppejans, toen 37 jaar en vrijgezel, kan een kruisboog op de kop tikken aan de vlooienmarkt bij Sint-Jacobs. Dit was het startschot om met zijn vijf kompanen-kunstenaars René De Cramer, Valentin Vaerwyck, Jan-Baptist Vandenbogaert en zijn broers Hendrik en Karel te oefenen met deze kruisboog. Er was toen nog geen sprake van een lokaal, er werd in de openlucht geschoten. Een gildestructuur was er evenmin, maar dat zou niet lang op zich laten wachten. Ze beschikten wel over een bescheiden ‘gildekamer’ met zitbanken door Vandenbogaert zelf vervaardigd en een schuin plafond met beschilderde planken. Verder was men in het bezit van een Sint-Jorisbeeldje geschonken door Oscar Sinia. Valentin Vaerwyck ontwierp een vlag.
1912. Bij officiële akte, bekrachtigd door de drie enige toen nog levende Confreers van 1887, werd het lot en de toekomst van het gilde aan de nieuwe ploeg toevertrouwd onder de leiding van Frans Coppejans. Dit betekende de heropstanding van het gilde.
Het was ook Frans Coppejans die samen met zijn broers tijdens de Eerste Wereldoorlog het Lam Godsretabel verborgen heeft. De panelen Onze Lieve Vrouw, de Christusfiguur, Johannes de Doper en de Aanbidding van het Lam, de vier centrale panelen, werden in 1 uur tijd ontmanteld, in kisten gestoken, op een steekkar geladen, met spaanders en houtschavelingen bovenop. Van de Sint-Baafskathedraal ging de tocht over de Gentse kasseien naar het Patershol. Daar werden de panelen verborgen in de kring van Sint-Stefanus achter een muur. Ze bleven daar 2 jaar in houten en zinken kisten.
In 1916 roken de Duitsers lont en besloten desnoods het gebouw af te breken om de panelen te vinden. Gezien Frans Coppejans kerkmeester was van Sint-Stefanus, kende hij de verdoken plekjes van die kerk zeer goed en werden de panelen er overgebracht en achter een biechtstoel verborgen tot 1918.

## Enkele voorname leden van het Sint-Jorisgilde Gent
- 1477 Maximiliaan van Oostenrijk, keizer
- 1500 Filips I de Schone schiet de Koningsvogel in 1500
- 1515 Karel van Habsburg, de toekomstige keizer Karel V, wordt op 15 april 1515 lid van het gilde
- 1558 Van Vaernewijck Marcus, geschiedschrijver
- 1560 Willem van Oranje
- 1561 Lamoraal van Egmont (= graaf van Egmont)
- 1618 Aartshertog Albrecht en Isabella van Spanje, ingeschreven op 14.09.1618
- 1730 Pieter Loeillet, componist
- 1732 Jan Baptist de Smet, bisschop van Gent, ingeschreven op 02.03.1732
- 1749 Karel van Lorreinen, ingeschreven op 21.05.1749
- 1752 David 't Kindt en in 1760, Louis ’t Kindt, beide beroemde Gentse architecten
- 1753 Pieter Van Reysschoot, schilder
- 1781 Maria Christina van Oostenrijk (1742-1798) en Albert Casimir van Saksen-Teschen, aartshertogen
- 1782 Jean-Baptiste d'Hane de Steenhuyse, graaf, politicus
- 1789 Pieter Joseph Thiberghien, meester-zilversmid
- 1791 Karel van Poucke, beeldhouwer
- 1812 Emanuel de Kerckhove de Denterghem, graaf, heuverdeken in 1815
- 1825 Hubert Lousbergs, industrieel (textielnijverheid)
- 1826 Joseph van Crombrugghe burgemeester van Gent, inschrijving op 18.01.1826
- 1827 Lodewijk Roelandt architect
- 1830 Félix-Joseph de Hemptinne, industrieel (textielnijverheid)
- 1832 Jozef Kluyskens, professor-chirurg
- 1838 Jean De Vigne, musicus
- 1839 Hippolyte Metdepenningen, advocaat, eerste doctor in de rechten aan de universiteit Gent
- 1847 Ambroise Verschaffelt medestichter van de Gentse floraliën
- 1887 Alfons Carels, industrieel (dieselmotoren)
- 1904 Frans Coppejans, Vader van het herboren gilde in 1904, Euverdeken ( 1904-1947), Koning 1931, kunstschilder,
- 1904 Hendrik Coppejans, Koning 1905, glasschilder
- 1904 Karel Coppejans, Koning 1906, -12, -14, -19, -22, -24, -35, -49 en -56, kunstsmid
- 1904 Valentin Vaerwyck, Koning 1908 en -09, architect
- 1912 Geo (Georges) Verbanck, beeldhouwer, confreer
- 1929 Jan Anteunis, beeldhouwer
- 1937 Corneille Heymans, Dr. Prof. aan de universiteit, Nobelprijs Geneeskunde 1938
- 1940 Prosper Böss, kunstschilder
- 1940 Jules-Toussaint De Sutter, componist, directeur Koninklijke Muziekconservatorium (reeds vóór 1940 ingeschreven)
- 1951 Boudewijn I, prins, toekomstig koning van België
- 1970 Louis De Meester, componist
- 2004 Jacques Rogge, Erevoorzitter van het Internationaal Olympisch Comité
- 2007 Daniël Termont, burgemeester van Gent
- 2014 Jan Briers, provinciegouverneur van Oost-Vlaanderen

## Galerij

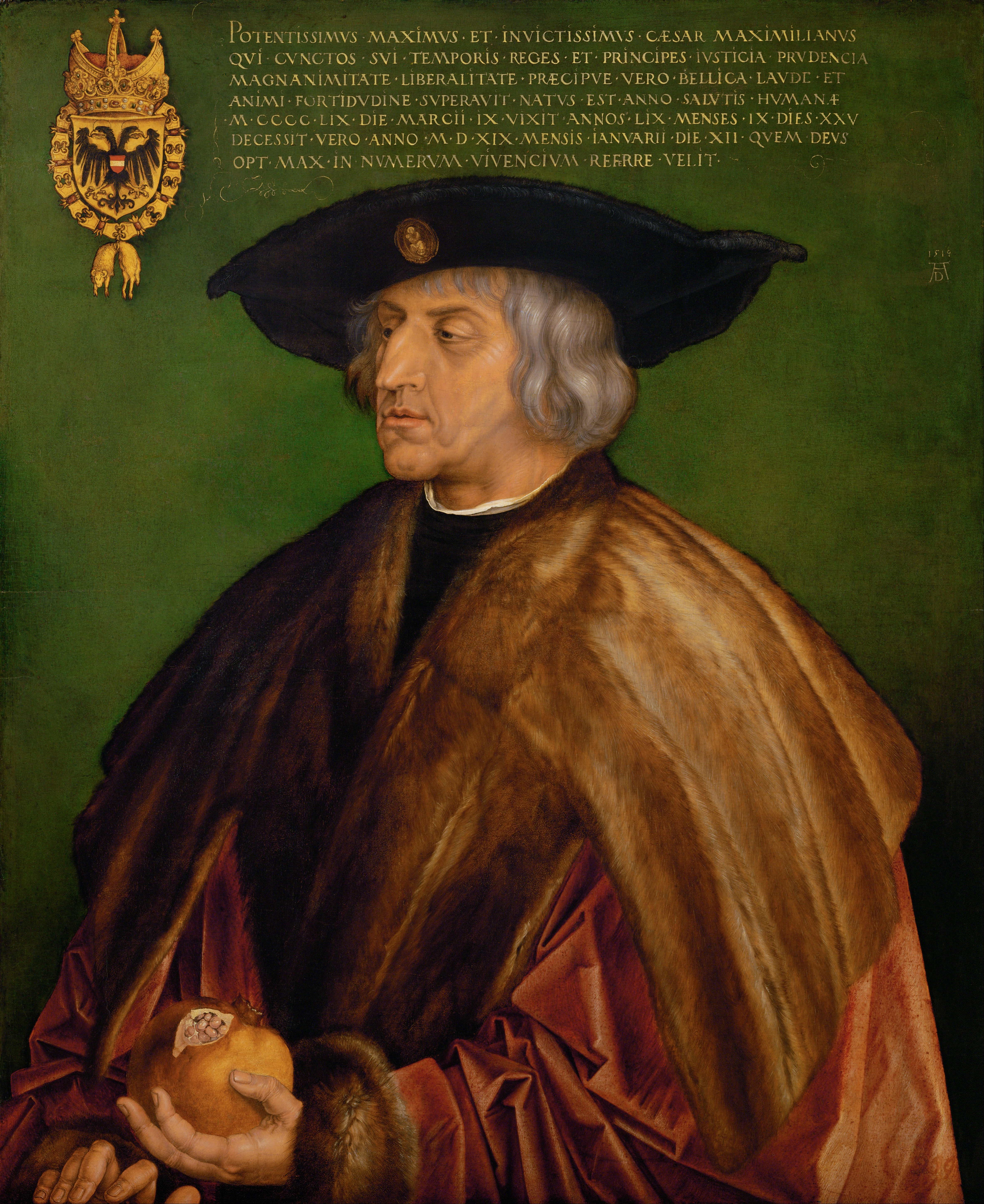
Maximiliaan van Oostenrijk
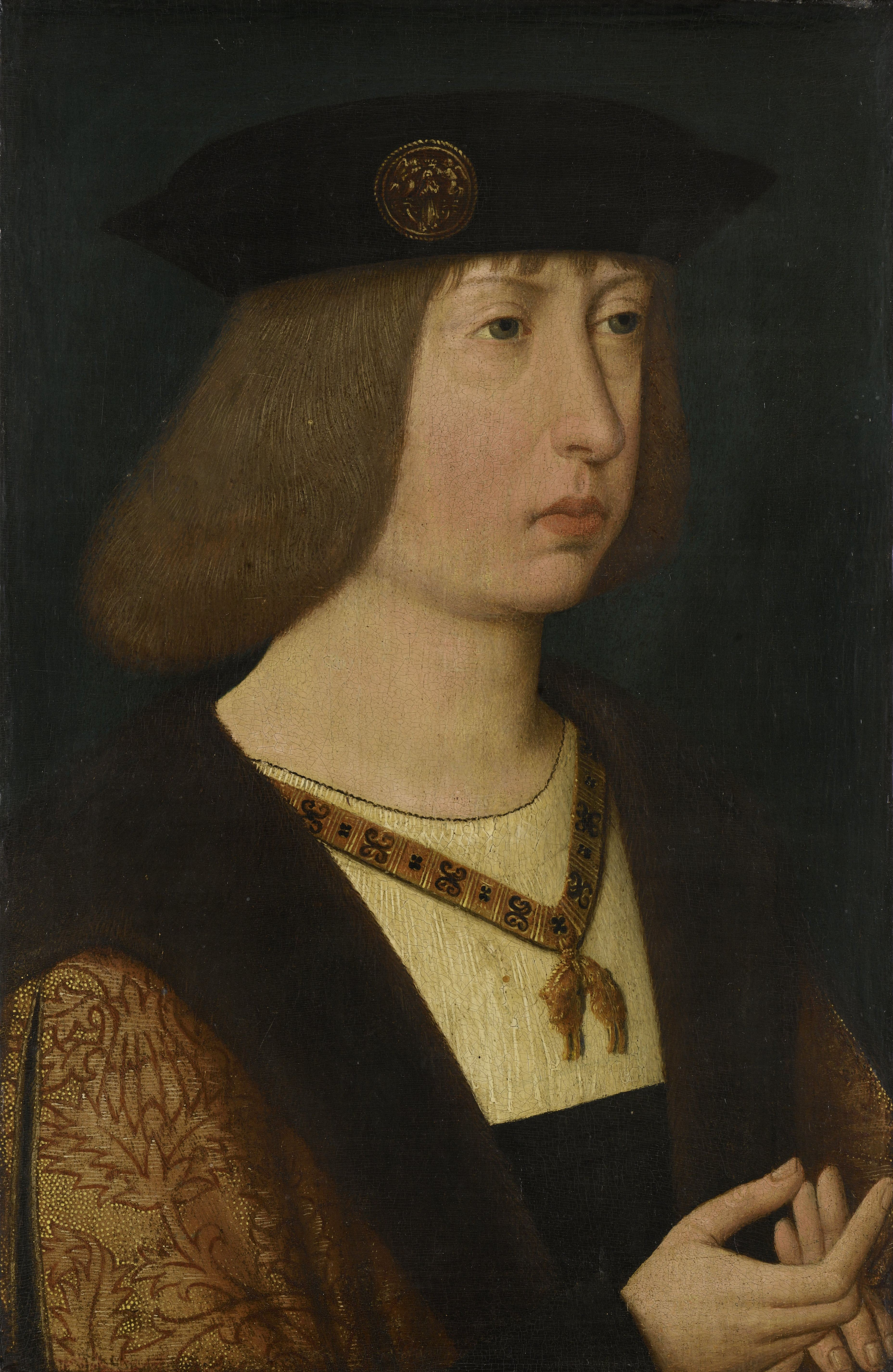
Filips van Oostenrijk
Karel V
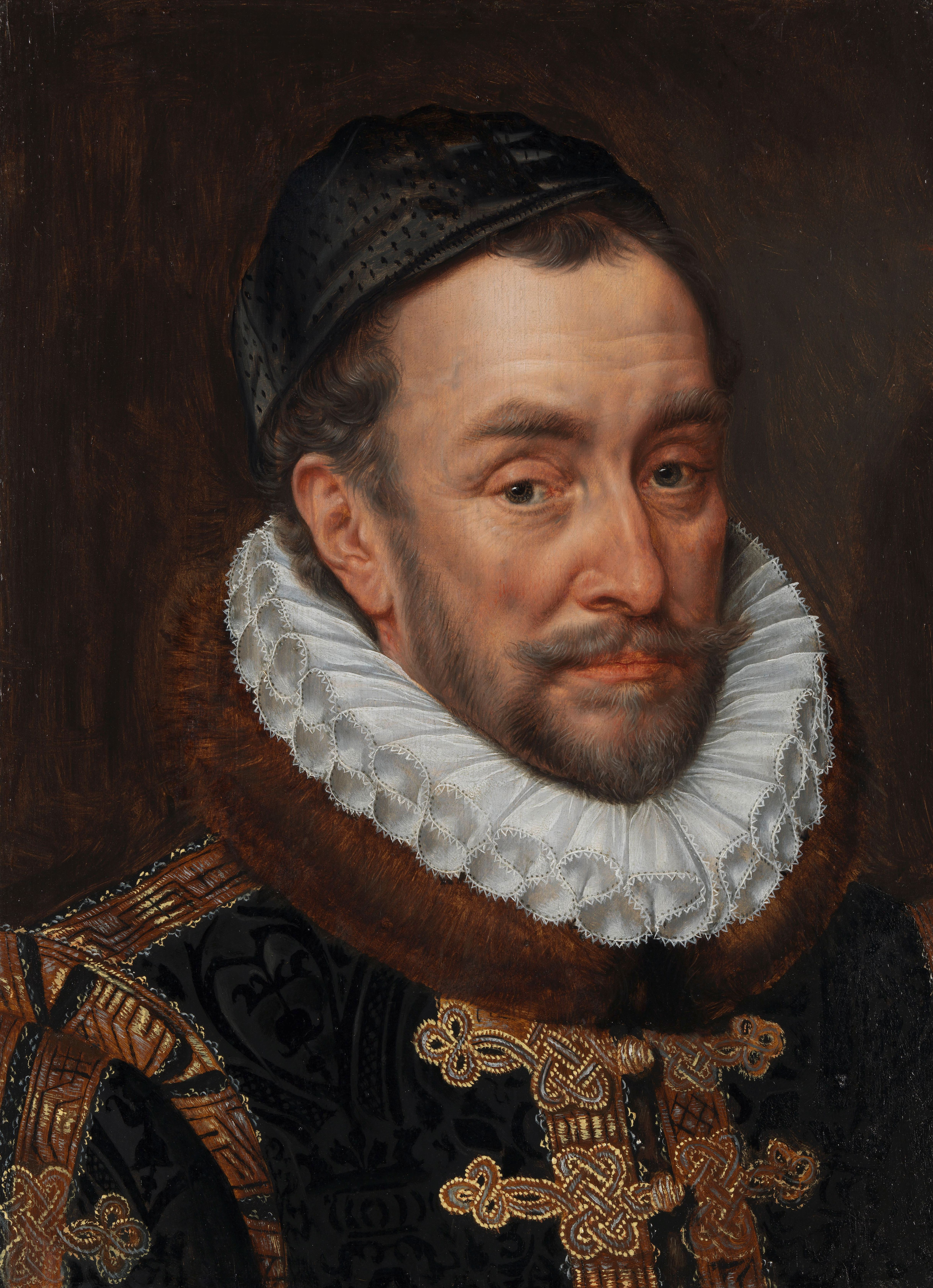
Willem van Oranje
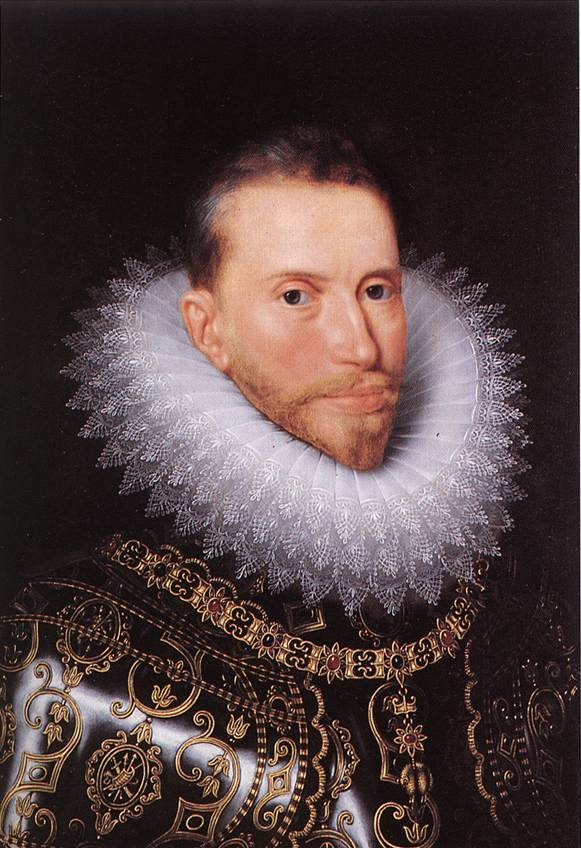
Albrecht van Oostenrijk
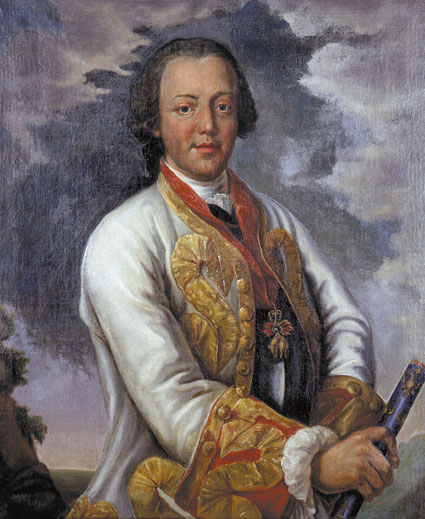
Karel van Lorreinen
Maria Christina van Oostenrijk
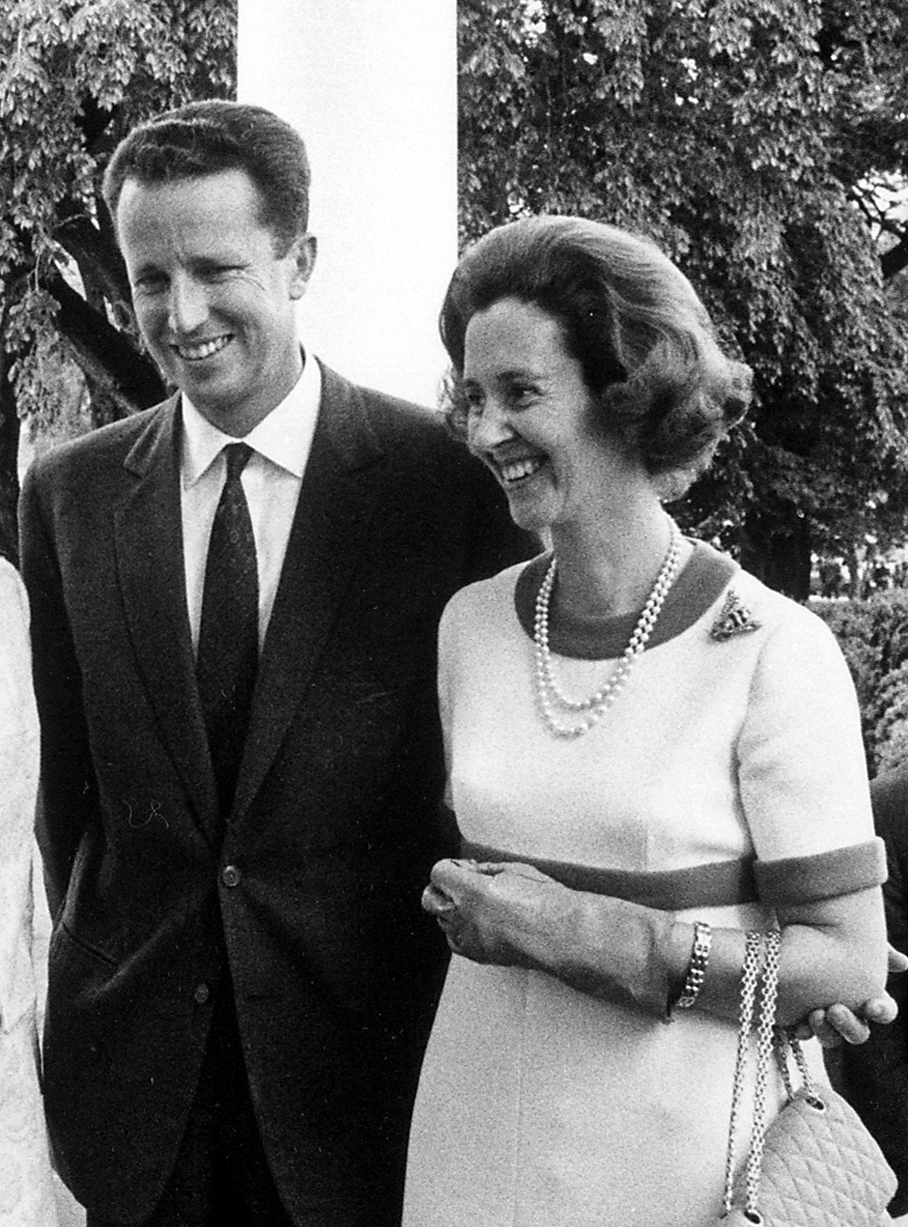
Z.K.H Boudewijn I, Ere-Euverdeken
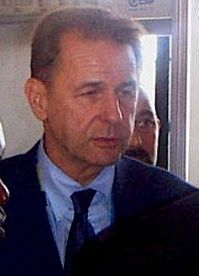
I.O.C.-Erevoorzitter Dr. Jacques Rogge, Ere-Confreer
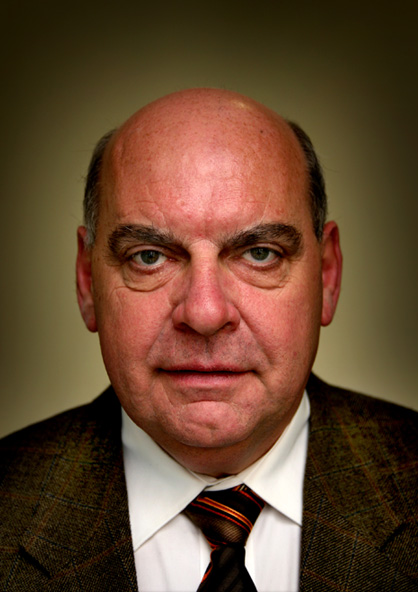
Burgemeester Daniël Termont, Erelid